# Heterobostrychus unicornis
Heterobostrychus unicornis là một loài bọ cánh cứng trong họ Bostrichidae. Loài này được Waterhouse miêu tả khoa học năm 1879.